# Estación de Azamino
Azamino (あざみ野駅 Azamino-eki?) es una estación de ferrocarril situada en la ciudad de Yokohama, Kanagawa. Es propiedad de Tokyu Corporation y de Transportes de Yokohama y forma parte de las líneas Den-en-toshi y la línea Blue Line del metro de Yokohama. Se encuentra en una zona muy bien conectada con Tokio y con el centro de la ciudad, por lo que la zona alrededor de la estación goza de fama como zona residencial. Los códigos alfanuméricos de la estación son DT 16 para la línea Den-en-toshi y B 32 para la Blue Line.

## La estación
La sección de Tokyu se trata de una estación elevada que cuenta con dos andenes laterales que dan servicio a dos vías. Los andenes se ubican en la primera planta.
Cuando Tokyu instauró el servicio de trenes exprés, estos no efectuaban parada en la estación. Sin embargo, tras la conexión con la Blue Line del metro de Yokohama y el consiguiente aumento de pasajeros, la ciudadanía y el municipio de Yokohama reclamaron que Azamino también se beneficiase de ese servicio, por lo que a partir de 2002 los trenes efectúan parada.

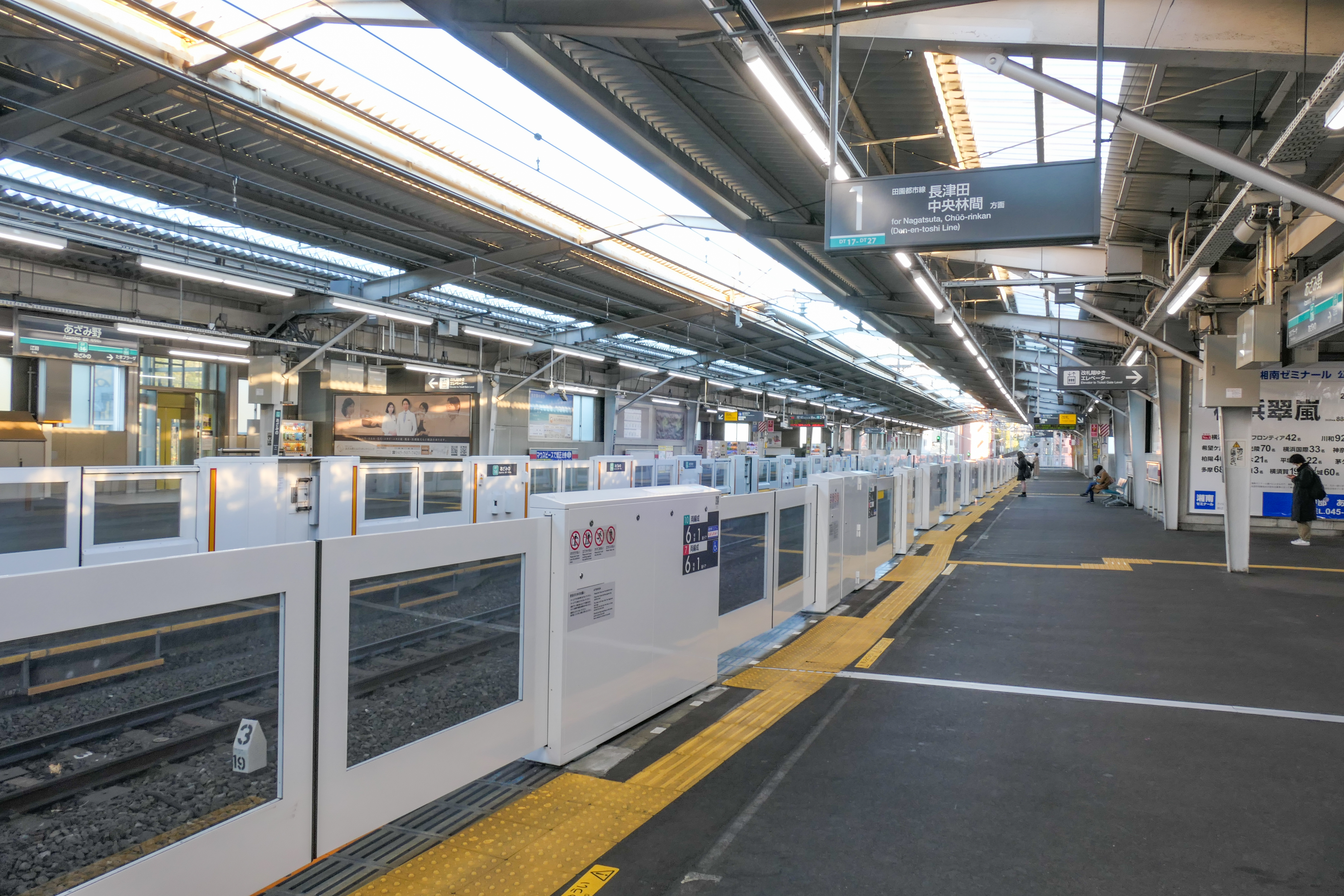
Andén.

Por otra parte la sección que forma parte de la Blue Line se encuentra bajo tierra y consta de una plataforma de isla que da servicio a dos vías.

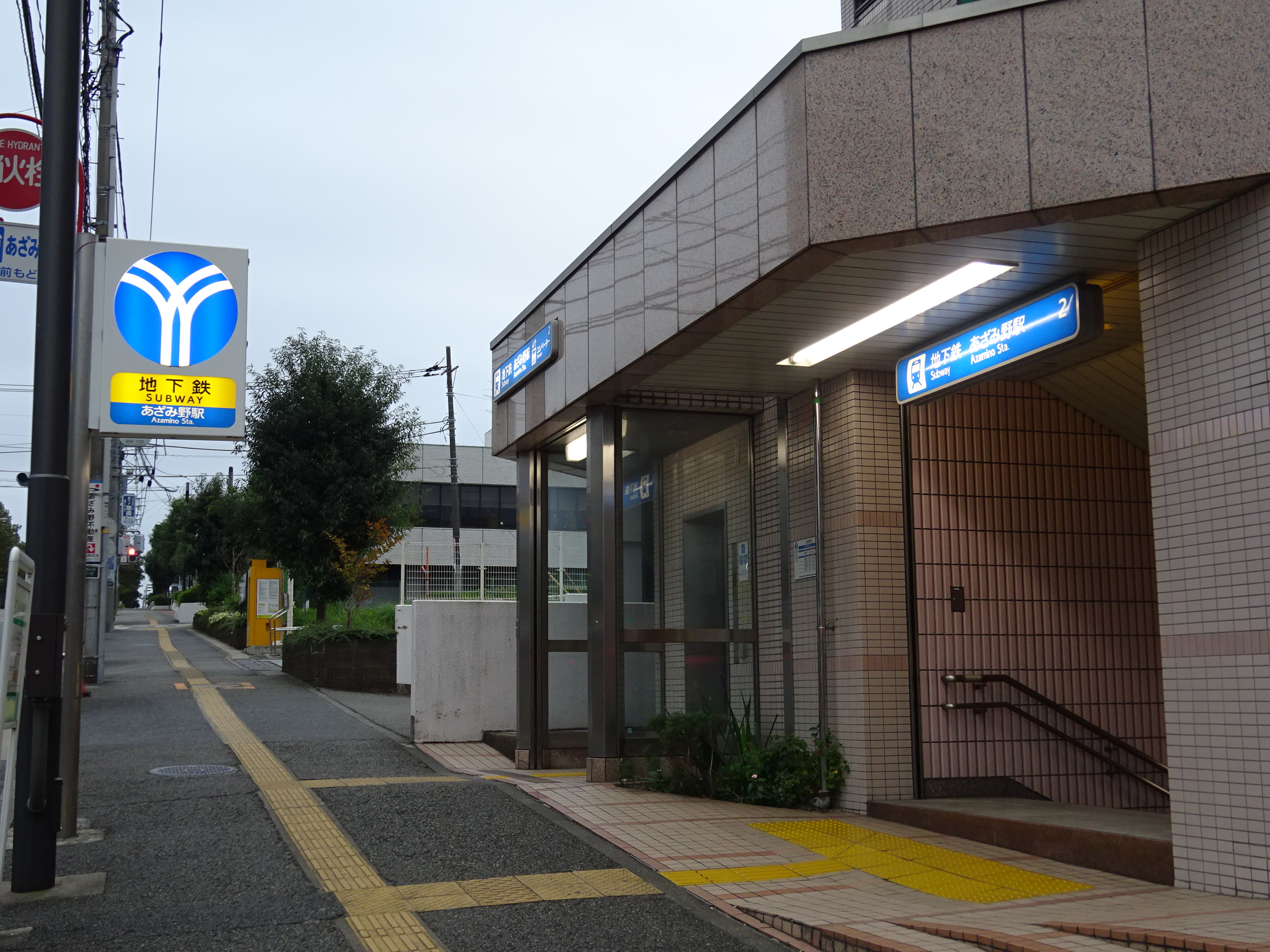
Acceso.
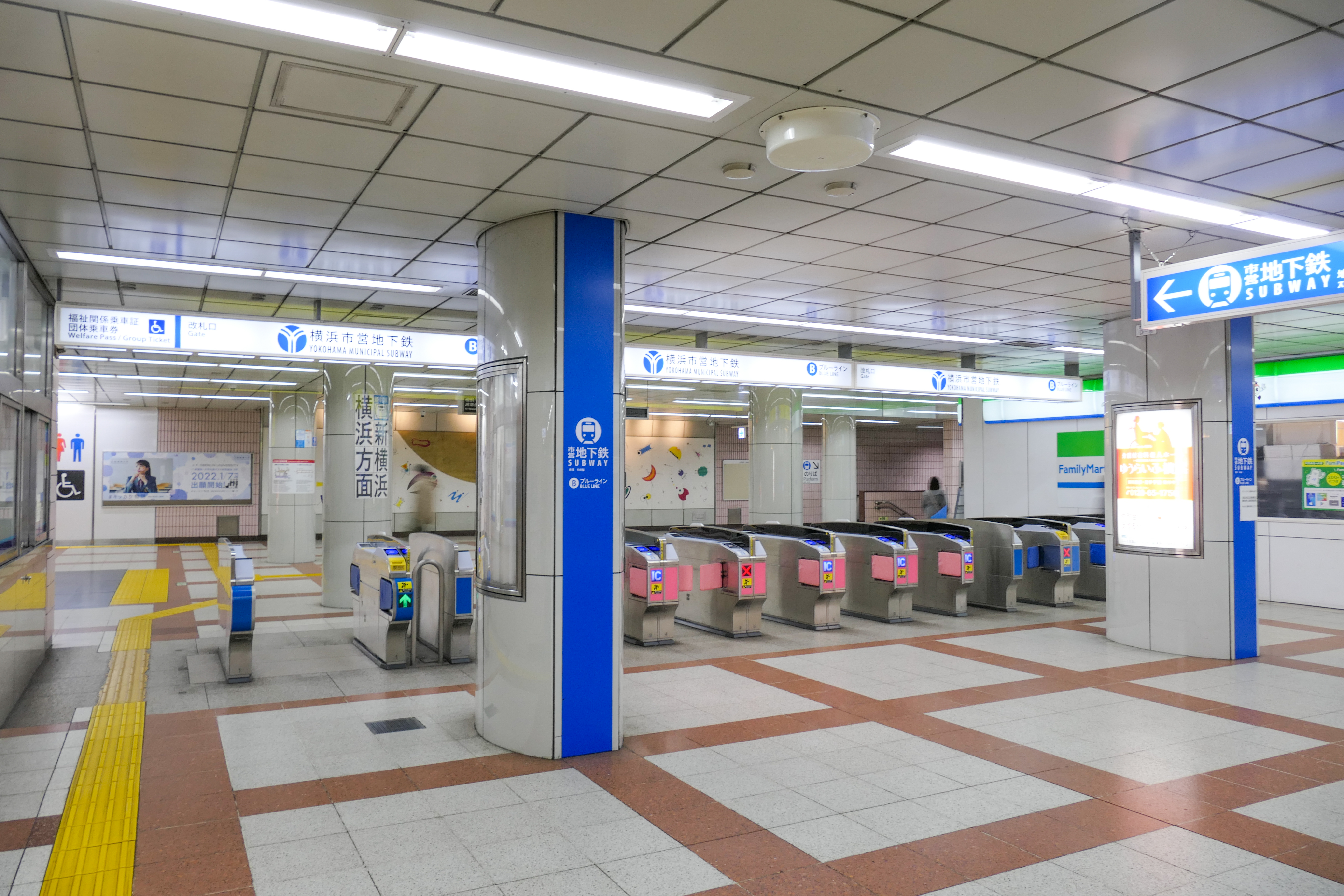
Frente a los tornos.
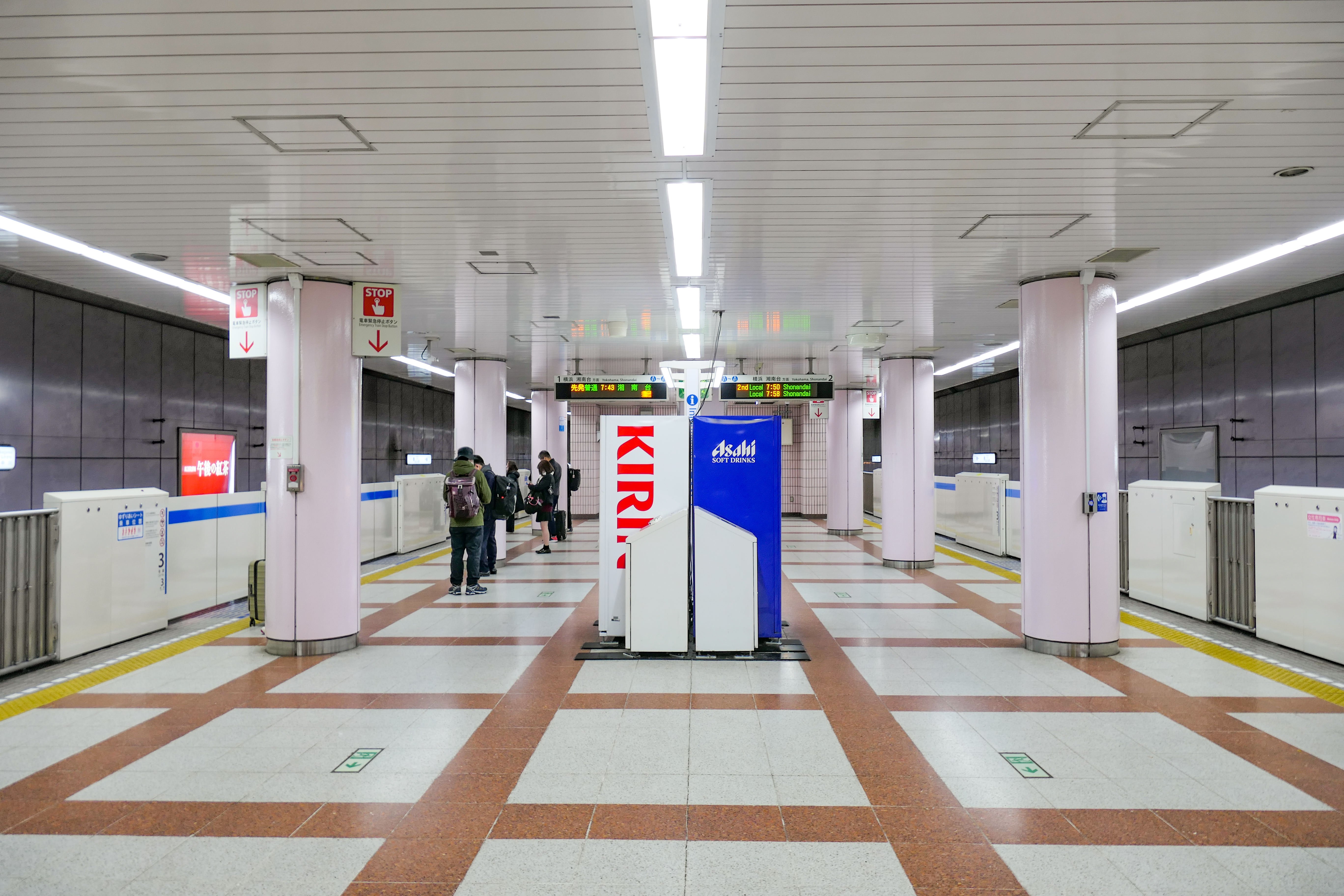
Andenes.

## Servicios ferroviarios
| procedencia/destino    | < estación | Línea | estación > | destino/procedencia                 |
| ---------------------- | ---------- | ----- | ---------- | ----------------------------------- |
| Nagatsuta・Chuo-Rinkan | Eda        |       | Tama-plaza | Shibuya・Oshiage(Skytree)・Kasukabe |

| procedencia/destino | < estación | Línea | estación > | destino/procedencia |
| ------------------- | ---------- | ----- | ---------- | ------------------- |
| Terminal            | Terminal   |       | Nakagawa   | Shonandai           |